# 권릴리
권릴리는 대한민국의 뮤지컬 배우다.

## 방송
- 불후의 명곡 (2021)
- 안나라 수마나라 (2022) - 학생 역
- 걸스 온 파이어 (2024) - Top32

## 공연
- 한국 뮤지컬 어워즈 오프닝 쇼 (2022) - 앙상블
- 맘마미아 (2023)
- 그레이트 코멧 (2024) - 앙상블
- 틱틱붐 (2024)
- 라이카 (2025) - 바오밥 외 막내

## 수상
- 용인영뮤지컬스타 청소년부 금상 (2017)
- 경향뮤지컬콩쿠르 대학부 장려상 (2020)